# فرودگاه پونته درا
 فرودگاه پونته درا (به انگلیسی: Pontedera Airport) (به زبان بومی: Aeroporto di Pontedera/Aeroscalo di Pontedera) یک فرودگاه است که یک باند فرود آسفالت دارد. این فرودگاه در کشور ایتالیا قرار دارد و در ارتفاع ۱۲ متری از سطح دریا واقع شده است.